# Вендланд, Сигурд
Сигурд Вендланд (род. 20 августа 1949 года в Мюнстере) — немецкий художник и график. Он живёт в Грос Дёльн (Уккермарк) и в Берлине.

## Жизнь
Сигурд Вендланд учился с 1969 по 1973 год в Кельнской школе изобразительных искусств у Дитера Кремера и завершил учёбу государственным экзаменом по живописи. Кроме того, он также изучал философию среди других у Лео Кофлера.
Затем он перешел в Берлинский университет искусств и в 1979 году учился в магистратуре у Фреда Тилера.
С 1977 по 1979 год он был преподавателем техники литографии и печати у Эдуарда Франошека. С 1980 года Сигурд Вендланд работает художником-фрилансером и имел студии в Амстердаме (1990), Потсдаме (1991), Лиссабоне (1998) и Кельне (1999—2002). Сигурд Вендланд женат с 1981 года и имеет двоих взрослых детей.

### События
Во время учёбы Сигурд Вендланд был вовлечен в различные политические группы художников, в том числе с Вольфгангом Нидеккеном. Он также был редактором нескольких художественных каталогов и книг с Торвальдом Проллем и Нилом Ауслендером. В Берлине он работал на издание Карин Крамер.
В дополнение к своим занятиям живописью в 1975—1980 годах Вендланд исследовал вместе с Эдуардом Франошеком забытые техники печати, такие как фотопечать, печать резиной и печать бромным маслом. Он использовал эти методы для политического искусства и печатал тексты и фотографии в качестве фона на холсте.
С 1980 года он создавал портреты в натуральную величину и изображения известных людей из Берлина и немецкой культурной жизни: Кристофа Хайна, Оскара Хута, Драй Торнадоса, Бруно Ганца, Удо Линденберга, Вольфганга Нидеккена, Вольфганга Нойса, Торвальда Пролля, Бернд Крамер, Кете. Райхель, Юрген Куттнер, Бернд Lunkewitz, Ульрих Маттес, Хайди Париж, Фред Thieler, Янош Frecot, Helmut Geisert, Peter-Paul Zahl, Рольф Хенке, Лотар Ламберт, Jochen Knoblauch как Макс Штирнер, Юргена Клауке, Арнульф Рейтинг, Вейценбаум, Marianne Энценсбергер, Гюнтер Фалтин, Виглаф Дросте, Ральф Роккигиани, Герд Зоннлейтнер, Фредерик Лау, Клаудиа Якобсхаген . Начиная с 1990 года, основное внимание уделялось групповым фотографиям большого формата на политические темы.
В 1991 году он переехал в Грос Дёльн недалеко от Темплина в Укермарке. Там возникли многочисленные контактов с бывшими художниками ГДР. Следовали приглашения на многочисленные немецкие и зарубежные пейзажные пленэры (пленэр).
С 2005 года он ежегодно организовывал Императорские бани пленэр в Херингсдорфе и встречи для живописи на открытом воздухе в Швейцарии, Польше, Португалии, Австрии и Дании, а также в своем доме недалеко от Темплина.

## Выставки
Персональные выставки (выборка):
- 2000 Каунасская городская галерея (совместно с Франком Супли), Литва
- 2000 Старгардский музей в Щецине, Польша
- 2000 Галерея Art Constant, Лиссабон, Португалия
- 2001 Галерея Lufcik Варшава, Польша
- 2003 Галерея Энглера Берлин
- 2003 Galerie Giessler Berlin (с Габриэлем Хеймлером)
- 2007 Rose Gallery Гамбург
- 2008 Галерея Steinrötter (с Беном Камили), Мюнстер
- 2011 Малая оранжерея в замке Шарлоттенбург в Берлине
- 2012 Schwartzsche Villa Berlin (с Веселой Познер)
- 2017 Kunstverein Max-Frisch-Bad Zurich, Швейцария
- 2017 Bodemuseum Berlin Презентация двух портретов Герда Зоннлейтнера
- 2017 Galeria Flores do Cabo Лиссабон, Португалия
- 2018 Galerie Parnasse Aarhus, Дания
- 2018 Art Association Schwedt / Oder, Шедевры,
- 2019 Fábrica Braço de Prata — Лиссабон, Португалия
- 2020 Галерея Флорес-ду-Кабу-Синтра, Португалия
- 2020 Galerie Hennwack Berlin, фотографии животных
- 2021 Rosenhangmuseum Weilburg / Lahn, Германия

Совместные выставки (выборка)
- 2007 Kunsthaus Lempertz Кёльн
- 2007 Опрос галереи в Берлине
- 2015 Huize Glory Bergen aan Zee, Нидерланды
- 2015 Ridehuset i Reventlowparken Torrig, Дания
- 2017 Музей Вьера-да-Силва Лиссабон, Португалия
- 2017 Glyngøre Culture Station Glyngøre, Дания
- 2019 Музей Катвейк, Нидерланды
- 2020 Hotel Mond Fine Arts Berlin, Германия